# NGC 416

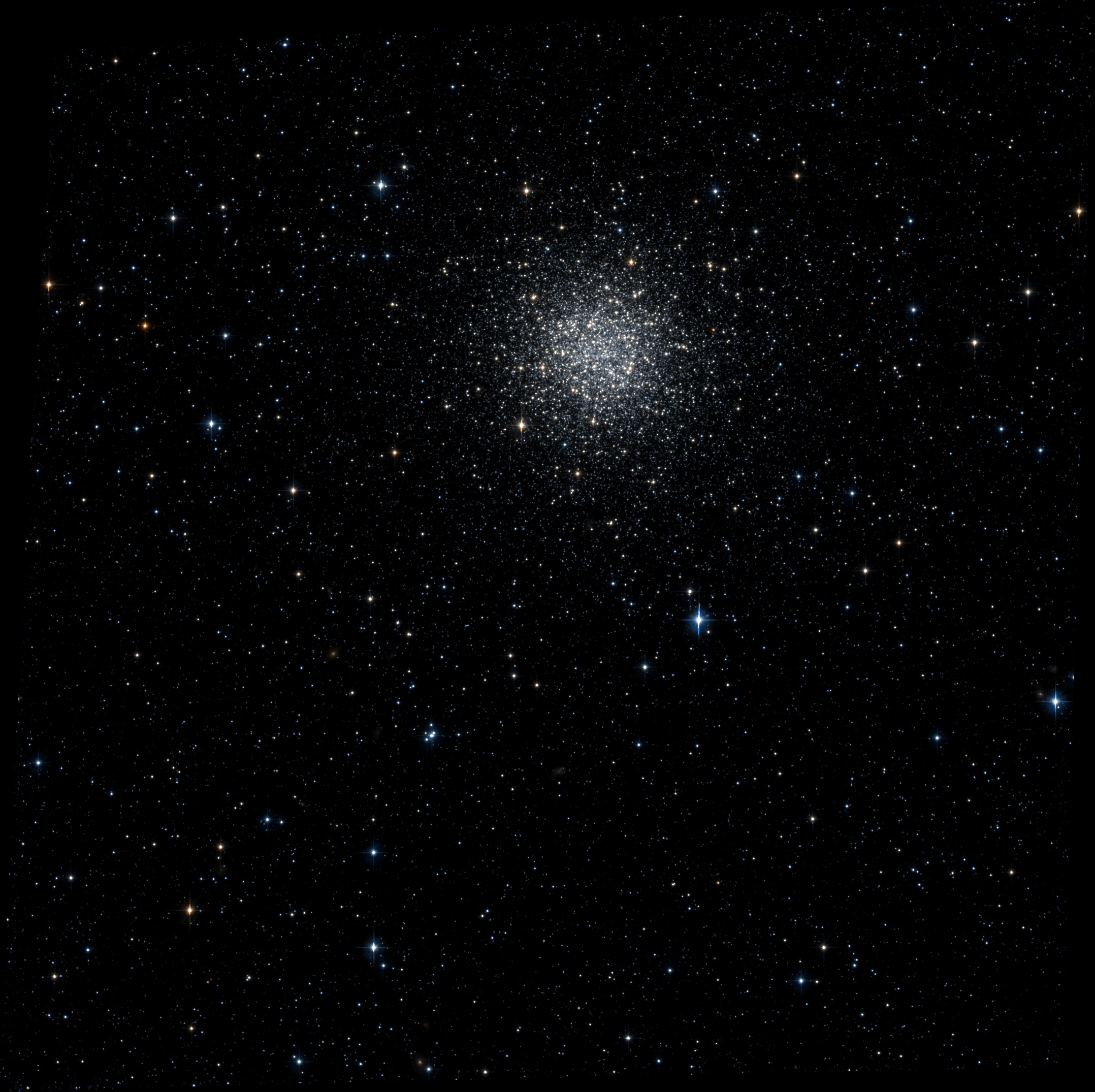
NGC 416 (Telescopul spațial Hubble)

NGC 416 este un roi globular situat în Micul Nor al lui Magellan, în constelația Tucanul. A fost descoperit în anul 1826 de către James Dunlop. De asemenea, a fost observat încă o dată în 11 aprilie 1834 de către John Herschel.